# Sebi
«Sebi» — пісня у виконанні словенського дуету Zalagasper. 16 лютого 2019 вони були обрані як представники Словенії на Євробаченні 2019 в Тель-Авіві.

## Кліп
Музичний кліп для «Sebi» був знятий режисером і продюсером Žiga Krajnc, який раніше працював над кліпами з Залою та Гашпером для синглів «Valovi», «Baloni» та «S teboi».

## Національний відбір
27 грудня 2018 року був оголошений список учасників словенського національного відбору EMA 2019, серед яких були Zalagasper зі своєю піснею «Sebi». У першому раунді відбору дует виступив під 9 номером та досяг суперфіналу разом з Raiven. У підсумку, пісня «Sebi» стала переможною з 4666 голосами від телеглядачів (проти 1735 у Raiven), та надала право Zalagasper представляти Словенію на Пісенному конкурсі Євробачення 2019.

## Євробачення
28 січня 2019 відбулося жеребкування, згідно з яким Словенія потрапила в першу половину першого півфіналу конкурсу Євробачення 2019. 2 квітня 2019 року було визначено порядкові номери країн, які встановлюють чергу виступів у півфіналах. Так, Zalagasper отримали 5 порядковий номер. 14 травня того ж року відбувся перший півфінал конкурсу. Словенія здобула 167 балів (74 від професійного журі та 93 від телеглядачів) та посіла 6 місце, що дозволило країні стати фіналісткою.
Фінал Пісенного конкурсу Євробачення 2019 відбувся 18 травня. Пісня отримала 105 балів та посіла загальне 15 місце.